# Koluszki
Koluszki jsou město v Polsku v Lodžském vojvodství v okrese Lodž východ. Je centrem městsko-vesnické gminy Koluszki. V roce 2024 zde žilo 11 961 obyvatel.